# Amazontapakul
Amazontapakul (Liosceles thoracicus) är en fågel i familjen tapakuler inom ordningen tättingar.

## Utseende och läte
Amazontapakulen är en udda långstjärtad fågel med grå ovansida och vit undersida med ett diffust rödbrunt bröstband och varierande mängd svarta ränder. Lätet består av en fallande serie med hoande ljud, påminnande om en tinamo. 

## Utbredning och systematik
Amazontapakul placeras som enda art i släktet Liosceles. Den delas in i tre underarter:
- Liosceles thoracicus dugandi – förekommer i sydöstra Colombia och närliggande västra Brasilien (R. Solimões)
- Liosceles thoracicus erithacus – förekommer i östra Ecuador och östra Peru (söderut till Río Urubambas utflöde)
- Liosceles thoracicus thoracicus – förekommer i sydöstra Peru och västra Amazonområdet i Brasilien (söderut till R. Tapajós)

## Levnadssätt
Amazontapakulen hittas i undervegetation i regnskog. Den går och hoppar metodiskt fram. Arten är svårt att få syn på. 

## Status och hot
Arten har ett stort utbredningsområde, men tros minska i antal, dock inte tillräckligt kraftigt för att den ska betraktas som hotad. Internationella naturvårdsunionen IUCN listar arten som livskraftig (LC).